# Susziwci
Susziwci (ukr. Сушівці) – wieś na Ukrainie, w obwodzie chmielnickim, w rejonie szepetowskim, w hromadzie Biłohirja. W 2001 liczyła 396 mieszkańców.